# Tetranychus schoenei
Tetranychus schoenei är en spindeldjursart som beskrevs av McGregor 1941. Tetranychus schoenei ingår i släktet Tetranychus och familjen Tetranychidae. Inga underarter finns listade i Catalogue of Life.